# Equipe britânica na Copa Davis
A equipe britânica na Copa Davis representa a Grã-Bretanha na Copa Davis, principal competição de tênis masculina por equipes do mundo. É administrada pela Lawn Tennis Association.
Conquistou dez títulos, sendo nove até 1936, enfrentando um longo jejum, até 2015. Cinco foram pelas Equipe das Ilhas Britânicas na Copa Davis, quando era Reino Unido da Grã-Bretanha e Irlanda.

## Última escalação
Pela fase de grupos do Finals, em setembro de 2023.
- Jack Draper
- Daniel Evans
- Andy Murray
- Cameron Norrie
- Neal Skupski